# Keith Simpson (homme politique)
Pour les articles homonymes, voir Keith Simpson.
Keith Robert Simpson (né le 29 mars 1949) est un historien militaire et un homme politique du Parti conservateur britannique qui est député de Broadland de 2010 à 2019, après avoir été député de Mid Norfolk de 1997 à 2010.

## Jeunesse
Simpson est né à Norwich, le fils de Harry Simpson et Jean Day. Il fait ses études à la Thorpe Grammar School (maintenant connue sous le nom de Thorpe St Andrew School), à Thorpe St Andrew, Norfolk. Il obtient un BA en histoire à l'Université de Hull et entreprend des recherches de troisième cycle en études de guerre au King's College de Londres, où il termine un PGCE en 1975.

## Carrière politique
Simpson est vice-président national de la Fédération des étudiants conservateurs de 1972 à 1973. 
Il est chef des affaires étrangères et de la défense au bureau central conservateur de 1986 à 1988. De 1988 à 1990, il est conseiller politique du secrétaire d'État à la Défense (d'abord auprès de George Younger, puis de Tom King).
Simpson est le candidat parlementaire conservateur pour Plymouth Devonport aux élections générales de 1992, où il perd contre le candidat travailliste David Jamieson.
Aux élections générales de 1997, Simpson est élu député de Mid Norfolk avec une majorité de 1336 voix.
En juillet 1997, Simpson est nommé au Comité de la défense parlementaire conservateur. En juin 1998, il est nommé porte-parole de la défense. De juin 1999 à juin 2001, il est whip de l'opposition chargé du Trésor, des affaires intérieures et de la santé. Il est ensuite nommé porte-parole de l'agriculture fantôme en octobre 2001. De 2002 à 2005, il est ministre fantôme de la Défense et de 2005 à 2010, ministre fantôme des Affaires étrangères.
À la suite des modifications des limites parlementaires et avant les élections générales de 2010, la circonscription de Simpson de Mid Norfolk est redessinée. Il se représente au siège nouvellement créé de Broadland, qui comprend certaines parties des circonscriptions de Mid Norfolk, Norfolk North et Norwich North. Simpson remporte le siège avec une majorité de 7 292 voix.
À la suite des élections générales de 2010, Simpson est nommé secrétaire parlementaire privé du ministre des Affaires étrangères, William Hague, dans le gouvernement de coalition conservateur-libéral démocrate.
En mai 2014, il est l'un des sept candidats non retenus à la présidence du Comité spécial de la défense de la Chambre des communes .
En mars 2015, il est nommé au Conseil privé du Royaume-Uni . Simpson est opposé au Brexit avant le référendum de 2016 . Il ne se représente pas aux élections générales de 2019	.

## Carrière professionnelle
En tant qu'historien militaire, Simpson est directeur du Cranfield Security Studies Institute de l'Université de Cranfield de 1991 à 1997, et maître de conférences en études de guerre et affaires internationales à l'Académie royale militaire de Sandhurst de 1973 à 1986. Il est l'auteur de cinq livres d'histoire militaire. C'est également à ce titre qu'il est invité à débattre de la violence masculine avec Oliver Reed dans une émission télévisée After Dark de fin de soirée de Channel 4, diffusée le 26 janvier 1991.

## Vie privée
Simpson épouse Pepita, la fille de Norman Hollingsworth, le 4 août 1984 à la Royal Memorial Chapel, Sandhurst. Le couple vit actuellement à Coltishall, Norfolk, et a un fils, George.